# Грачёв, Александр Иванович
Александр Иванович Грачёв (19 апреля 1910 — 13 мая 1996) — токарь Климовского машиностроительного завода Министерства машиностроения для лёгкой и пищевой промышленности и бытовых приборов СССР, Московская область, Герой Социалистического Труда (1966).

## Биография
Родился в деревне Бершово Серпуховского уезда Московской губернии (Чеховского района Московской области).
С 1927 по 1971 год (с перерывами) работал токарем цеха инструментального производства Климовского машиностроительного завода (КМЗ), город Климовск Московской области.
В 1932—1934 и 1941—1945 гг. в РККА, во время войны служил токарем в инженерно-техническом батальоне и в 7-м отдельном автотранспортном батальоне. Награждён орденом Отечественной войны II степени (11.03.1985), медалями «За боевые заслуги» (06.05.1944), «За оборону Москвы», «За победу над Германией».
Указом Президиума Верховного Совета СССР от 04.07.1966 г. за выдающиеся трудовые успехи, достигнутые в выполнении заданий семилетнего плана, выпуск продукции высокого качества и активное участие в создании новой техники для лёгкой и пищевой промышленности, присвоено звание Героя Социалистического Труда.
С 1971 года на пенсии.
Жил в Климовске. Умер 13 мая 1996 года.